# Petits Frères de Jésus
Les Petits Frères de Jésus (Institutum Parvolorum Fratrum Iesu) forment une congrégation religieuse, la Fraternité des petits frères de Jésus fondée en 1933 par le Père René Voillaume (1905-2003), dont la spiritualité s'inspire des écrits laissés par Charles de Foucauld (1858-1916) et sur le parcours de vie qui a été le sien après sa conversion en 1886.

## Histoire
Ils reçoivent l'habit religieux le 8 septembre 1933 des mains du cardinal Verdier en la basilique du Sacré-Cœur de Montmartre et en octobre de la même année partent à cinq de Marseille pour l'Afrique du Nord. Ils commencent leur vie commune à El Abiodh Sidi Cheikh, en Algérie, suivant la règle élaborée par le bienheureux Charles de Foucauld en 1899, centrée sur la clôture et l'adoration eucharistique. Ils travaillent bientôt de leurs mains en se rapprochant des populations locales, abandonnant une interprétation stricte de la règle.
L'institut est érigé en institut de droit diocésain par Mgr Gustave Nouet, préfet apostolique de Ghardaïa, le 19 mars 1936; il reçoit le decretum laudis le 13 juin 1968.
Ils prononcent les vœux de pauvreté, de chasteté et d'obéissance à l'Église, voulant partager la condition faite aux petits et aux pauvres et être traités comme eux. Il existe aussi une branche féminine, la fraternité des Petites Sœurs de Jésus. Ils sont au nombre de 75 frères en 1949 et presque 800 frères vingt ans plus tard.
Philippe Nguyen Kim Dien (1921-1988), archevêque de Hué (Viêtnam) de 1968 à 1988, est l'unique prélat issu des Petits Frères de Jésus depuis leur création.

## Aujourd'hui
Ils sont en 2021 au nombre de 155 religieux, dont 38 sont aussi prêtres, de plus de trente nationalités répartis en 70 communautés  en petites unités de deux à quatre frères menant une forme de vie contemplative dans des appartements HLM ou des maisons ordinaires de village. Ils ne portent pas d'habit religieux et vivent en salariés dans des emplois au bas de l'échelle sociale : agent de nettoyage, aide soignant, parfois conducteur d'autobus, facteur, etc. Ils sont présents dans dix pays d'Europe (Allemagne, Autriche, Belgique, Croatie, Espagne, France, Italie, Pologne, Portugal et Suisse), dans six pays d'Afrique (Algérie, Égypte, Nigéria, Cameroun, Tanzanie, Kenya), dans sept pays d'Asie et Proche-Orient (Liban, Syrie, Corée du Sud, Inde, Japon, Philippines, Vietnam) et dans huit pays d'Amérique (Canada, États-Unis, Cuba, Colombie, Brésil, Paraguay, Chili et Argentine).  
Le prieur général actuel, depuis avril 2022, est le mexicain Rodrigo González. Il remplace Hervé Janson de Couët qui était le prieur général depuis 2008. 
La fraternité générale se trouve à Bruxelles. En 2015, Rome a accepté qu'ils forment une fédération avec les Petits Frères de l'Évangile.

## Martyrs
Deux Petits Frères de Jésus de nationalité allemande trouvent le martyre au Congo belge, près de Mambasa, le 26 novembre 1964. Il s'agit de Bernard Ignatius Sarnes (28 ans, né le 30 janvier 1936 à Haldenau en Haute-Silésie et de Heinz Eberlein (29 ans, né le 18 juin 1935 à Wingendorf, aujourd'hui quartier de Kirchen), qui étaient partis évangéliser les Pygmées dans une mission de la forêt vierge.